# David García Cubillo
David García Cubillo (Madrid, 6 de gener de 1978) és un exfutbolista professional madrileny, que ocupava la posició de migcampista, i actualment entrenador de futbol.

## Trajectòria
Del modest Parque Europa passa a les categories inferiors de l'Atlètic de Madrid. Amb el filial matalasser juga 57 partits a Segona Divisió, i quan l'Atlético baixa a la categoria d'argent (00/01), el migcampista passa al primer planter, tot jugant 12 partits i marcant un gol.
Sense continuïtat a l'esquadra madrilenya, el 2001 s'incorpora al Xerez CD, on qualla una gran temporada: 37 partits i 3 gols que li valen el debut a primera divisió amb el Recreativo de Huelva. Eixa campanya, la 02/03, el club andalús baixa a Segona, i Cubillo hi participa amb 24 partits i dos gols.
El 2003 passa al Getafe CF. El club madrileny aconsegueix l'històric ascens a primera divisió, tot i que el madrileny no és dels habituals. Hi roman dues temporades amb el Getafe a la màxima categoria, jugant només 17 partits.
La temporada 06/07 el migcampista baixa dues categories per militar al Rayo Vallecano, de Segona B. Dos anys després, aconsegueix retornar a Segona amb els vallecans. La temporada 09/10 fitxa per la UB Conquense, també de Segona B.
Com a entrenador va classificar al Marbella FC per a la fase d'ascens a la Segona divisió espanyola de futbol com a segon del Grup IV, aconseguint els millors números de la història del club.